# 利普施塔特
利普施塔特（德語：Lippstadt，發音：[ˈlɪpʃtat] ⓘ）是德国北莱茵-威斯特法伦州阿恩斯贝格行政区索斯特县的城市，面积113.68平方千米，2023年12月31日人口为69,047人。